# Brændekilde
Brændekilde er en landsby nordvest for Bellinge i Odense SV med 305 indbyggere  (2024). 
Brændekilde er kendt for at have opfostret Aksel Larsen, Rasmus Rask og kunstmaleren H.A. Brendekilde.
I den østlige ende af landsbyen findes Brændekilde Kirke.
Landsbyen har givet navn til æblesorten Brændekilde.